# 小行星12579
小行星12579（12579 Ceva）是一颗绕太阳运转的小行星，为主小行星带小行星。该小行星于1999年9月5日发现。

## 轨道参数
小行星12579的轨道半长轴为3.0829959 UA，离心率为0.179。